# Rubus pinnatus
Espèce
Synonymes
Classification phylogénétique
Rubus pinnatus est une espèce de plantes à fleurs de la famille des Rosaceae. C'est un arbuste qui pousse en Afrique.

## Description
Rubus pinnatus est un arbuste sarmenteux qui peut mesurer entre 1,5 et 10 mètres de hauteur.
On le retrouve en bordure des forêts tropicales des hautes terres, dans les forêts marécageuses, les bosquets humides ainsi que les berges de rivières. Les pays dans lesquels il croit sont notamment l’Afrique du Sud, l’Ethiopie, l’Ouganda, la Tanzanie.
Les branches sont nombreuses et très longues. Lorsqu’elles redescendent sur le sol elles se marcottent, c'est-à-dire qu'elles produisent des racines qui engendrent d'autres plantes. Les branches, panicules et pétioles sont finement tortueux.
Les feuilles sont pennées avec de 5 à 9 folioles dentelées, vertes et glabres sur les deux faces. Très petits pétioles ovales. La foliole terminale est plus large.
La tige est arrondie et légèrement oblique. Les plus jeunes sont recouvertes de poils semblables aux toiles d’araignée. Les plus vieilles sont généralement nues.
Les feuilles mesurent de 7 à 15 cm de long. Les folioles entre 2 et 7 cm de long sur 1 à 5 cm de large.
La propagation s’effectue par semis de graines et bouturage.

## Nomenclature
Cette espèce a été décrite en 1799 par Carl Ludwig Willdenow.
L'épithète spécifique pinnatus (adjectif latin qui signifie « penné ») a été ultérieurement attribuée à une autre espèce de Rubus par David Don ; ce dernier n'a toutefois lui-même pas reconnu ce nom et a décrit cette autre espèce sous le nom de Rubus distans quelques pages plus loin.

## Utilisations
D’un point de vue médicinal, son utilisation est la suivante :
- Feuilles + sel noir, mastication: rhume, grippe, coryza, rhinite, nez bouché
- Feuilles, infusion: dysménorrhée
- Feuilles, mastication: amydalite
- Fruit: complément alimentaire
- Racines fraîches + Argemone mexicana, dédoction: mal de reins
- Racines: diarrhée chronique, maux de poitrine, dysenterie, choléra